# USS Franklin (1795)
Pour les autres navires du même nom, voir USS Franklin.
L''USS Franklin est un brick en service dans l'United States Navy de 1805 à 1807.

## Histoire
Le Franklin est construit à Philadelphie en 1795. Capturé en 1802 par des corsaires tripolitains, il est revendu au bey de Tunis. Il est racheté le 27 avril 1805 à Trieste par le capitaine James Barren.
L'USS Franklin est envoyé en juin à Syracuse sous les ordres du lieutenant Jacob Jones, afin de récupérer les officiers du Philadelphia, récemment relâchés d'une prison tripolitaine. De juillet à septembre, le Franklin sert de navire de stockage dans l'escadre de Méditerranée. Le 24, il part pour les États-Unis avec à son bord le général William Eaton, agent américain intervenant auprès des Puissances Barbares.
Après des réparations au Washington Navy Yard, le Franklin part pour La Nouvelle-Orléans afin d'y livrer des vivres et des hommes. Il y retourne en décembre 1806 afin d'y débarquer une compagnie de Marines et des munitions. Elle y est mise à quai, retirée du service puis vendue le 21 mars 1807.

## Source
(en)  Cet article contient du texte publié par le Dictionary of American Naval Fighting Ships dont le contenu se trouve dans le domaine public. La référence peut être lue ici.